# Kamen Rider Kuuga
Kamen Rider Kuuga (仮面ライダークウガ, Kamen Raidā Kūga, Masked Rider Kuuga) is een Japanse tokusatsuserie, en de 10e van de Kamen Rider-series. De serie was een coproductie tussen Ishimori Productions en Toei Company, en werd uitgezonden op TV Asahi van januari 2000 tot januari 2001.
Kamen Rider Kuuga was de eerste zogenoemde Heisei-serie in de Kamen Rider-franchise. Na een absentie van elf jaar na de finale van Kamen Rider Black RX keerde het terug, ditmaal op TV Asahi.

## Verhaal
De serie draait om Yusuke Godai, een jongeman uit Japan die dankzij een mysterieuze riem gevonden door een groep archeologen kan veranderen in Kamen Rider Kuuga. Hij moet de wereld beschermen tegen de Grongis, een eeuwenoud ras van monsters.

## Personages

### Held
Yusuke Godai / Kamen Rider Kuuga (五代 雄介 / 仮面ライダークウガ, Godai Yūsuke / Kamen Raidā Kūga): een jonge avonturier, en de held van de serie. Hij is een eerlijk persoon die geniet van de mooie dingen in het leven. Hij en zijn zus Minori hebben hun ouders verloren op jonge leeftijd.
Yuusuke dankt zijn krachten aan een speciale riem die werd gevonden door een groep archeologen. Als Kamen Rider Kuuga kent Yuusuke meerdere vormen:
- Growing Form: zijn standaard vorm, en tevens de zwakste van zijn gedaantes. Hierin draagt hij een wit harnas.
- Mighty Form: hierin draagt hij een rood harnas.
  - Rising Mighty Form: een subvorm van Mighty Form.
  - Amazing Mighty Form: ook een subvorm van de Mighty Form.
- Dragon Form: een vorm waarin Kamen Riders snelheid enorm toeneemt.
  - Rising Dragon Form: een subversie van de Dragon Form.
- Pegasus Form: een versie met een groen harnas. In deze vorm nemen zijn zintuigen toe tot bovenmenselijk niveau. Hij kan zijn tegenstander dan zien en horen met bovenmenselijke accuraatheid.
  - Rising Pegasus Form: een subvorm van Pegasus Form.
- Titan Form: een vorm waarin Kamen Riders verdediging enorm toeneemt. In deze vorm kan hij veel meer vijandelijke aanvallen weerstaan. Zijn harnas is zilverkleurig, met paarse randen.
  - Rising Titan Form: een subvorm van de Titan Form.
- Ultimate Form: een vorm waarin alle krachten en vaardigheden van de voorgaande vormen worden gecombineerd. Het harnas in deze vorm is zwart met gouden randen.

### bondgenoten
- Kaoru Ichijo (一条 薫, Ichijō Kaoru): een politie-inspecteur die Godai helpt in zijn gevecht met de Grongi. Hij is een rolmodel voor veel agenten, en gelooft sterk in het doen van wat juist is. Hoewel hij erg streng is voor zichzelf, doet hij alles om te helpen, zelfs het negeren van politieregels.
- Sakurako Sawatari (沢渡 桜子, Sawatari Sakurako): een vriend van Godai die Godai helpt met het ontcijferen van de riem, en hem zo zijn nieuwe gedaantes helpt ontsluiten. Eerst weigerde ze omdat ze vreesde voor Godais leven.
- Shuichi Tsubaki (椿 秀一, Tsubaki Shūichi): een vriend van Ichijo. Hij is een dokter die Yuusuke altijd behandeld als hij gewond is geraakt bij een gevecht.
- Hikari Enokida (榎田 ひかり, Enokida Hikari): een oude vriend van Ichijo. Zij heeft de leiding over de wetenschappelijke tak van de politie. Ze bestudeert de biologie van de Grongi om effectieve wapens tegen hen te ontwikkelen.
- Jean Michel Sorrel (ジャン・ミッシェル・ソレル, Jan Missheru Soreru): een student uit Amerika. Hij heeft een oogje op Enokida.
- Minori Godai (五代 みのり, Godai Minori): Yuusukes jongere zusje. Ze werkt in een kindercrèche.

### De Grongis
De Grongi Tribe (グロンギ族, Gurongi Zoku) zijn een mysterieus oud ras dat mensen ombrengt bij wijze van spel genaamd de Gegel. Ze komen in verschillende groepen voor.
N Groep: De leider van Grongis
- N･Daguva･Zeba (ン･ダグバ･ゼバ, N Daguba Zeba) (1-48)
  - Imperfection Form (不完全体, Fukanzen-tai)
  - Perfection Form (完全体, Kanzen-tai)

La Groep: de managers van de Grongisspellen.
- Ra･Baruba･De (ラ･バルバ･デ, Ra Baruba De) *Ra･Dorudo･Gu (ラ･ドルド･グ, Ra Dorudo Gu)

Nu Groep
- Nu･Zajio･Re (ヌ･ザジオ･レ, Nu Zajio Re)

Be Groep: de laagste klasse van de Grongis.
- Be･Jimin･Ba (ベ･ジミン･バ, Be Jimin Ba) (Water flea) (The stage show)

Zu Group: eveneens een lage klasse.
- Zu･Gumun･Ba (ズ･グムン･バ, Zu Gumun Ba) (Spider) *Zu･Gōma･Gu (ズ･ゴオマ･グ, Zu Gōma Gu)
  - Strengthened Form (強化体, Kyōka-tai)
  - Ultimate Form (究極体, Kyūkyoku-tai)

Me Group: een middenklasse van de Grongis.
Go Group: een van de hoogste groepen van de Grongis.

## Afleveringen
1. Revival (復活, Fukkatsu)
2. Transformation (変身, Henshin)
3. Tokyo (東京, Tōkyō)
4. Dash (疾走, Shissō)
5. Distance (距離, Kyori)
6. Dragon (青龍, Seiryū)
7. Conviction (傷心, Shōshin)
8. Marksman (射手, Shashu)
9. Sibling (兄妹, Kyōdai)
10. Fierceness (熾烈, Shiretsu)
11. Promise (約束, Yakusoku)
12. Teacher (恩師, Onshi)
13. Suspicion (不審, Fushin)
14. Omen (前兆, Zenchō)
15. Armor (装甲, Sōkō)
16. Creed (信条, Shinjō)
17. Preparation (臨戦, Rinsen)
18. Loss (喪失, Sōshitsu)
19. Artifact (霊石, Reiseki)
20. Smile (笑顔, Egao)
21. Secrets (暗躍, An'yaku)
22. Play (遊戯, Yūgi)
23. Uneasiness (不安, Fuan)
24. Strengthening (強化, Kyōka)
25. Wandering (彷徨, Hōkō)
26. Myself (自分, Jibun)
27. Ripple (波紋, Hamon)
28. Clarification (解明, Kaimei)
29. Crossroads (岐路, Kiro)
30. Fate (運命, Unmei)
31. Retaliation (応戦, Ōsen)
32. Trouble (障害, Shōgai)
33. Cooperation (連携, Renkei)
34. Tremble (戦慄, Senritsu)
35. Emotion (愛憎, Aizō)
36. Complication (錯綜, Sakusō)
37. Approach (接近, Sekkin)
38. Transition (変転, Henten)
39. Strong Devil (強魔, Gōma)
40. Impulse (衝動, Shōdō)
41. Control (抑制, Yokusei)
42. Battlefield (戦場, Senjō)
43. Reality (現実, Genjitsu)
44. Crisis (危機, Kiki)
45. Enemy (強敵, Kyōteki)
46. Indomitable (不屈, Fukutsu)
47. Decision (決意, Ketsui)
48. Kuuga (空我, Kūga)
49. Yuusuke (雄介, Yūsuke)

### Specials
- (SP) First Dream Of The New Year (初夢, Hatsuyume)
- (EX) Tiredness (乙彼(お疲れ), Otsukare)
- (Comic) Trust (信頼, Shinrai)

## Rolverdeling
- Yuusuke Godai / Kamen Rider Kuuga (五代 雄介 / 仮面ライダークウガ, Godai Yūsuke / Kamen Raidā Kūga) - Joe Odagiri (オダギリ ジョー, Odagiri Jō)
- Kaoru Ichijo (一条 薫, Kaoru Ichijō) - Shingo Katsurayama (葛山 信吾, Katsurayama Shingo)
- Sakurako Sawatari (沢渡 桜子, Sawatari Sakurako) - Kazumi Murata (村田 和美, Murata Kazumi)
- Oyassan (Tamasaburo Kazari) (おやっさん (飾 玉三郎), Oyassan (Kazari Tamasaburō)) - Kitaro (きたろう, Kitarō)
- Minori Godai (五代 みのり, Godai Minori) - Wakana Aoi (葵 若菜, Aoi Wakana)
- Shuichi Tsubaki (椿 秀一, Shūichi Tsubaki) - Yoshitaka Otsuka (大塚 よしたか, Ōtsuka Yoshitaka)
- Hikari Enokida (榎田 ひかり, Hikari Enokida) - Kaori Mizushima (水島 かおり, Kaori Mizushima)
- Nana Asahina (朝比奈 奈々, Asahina Nana) - Shio Mizuhara (水原 詩生, Mizuhara Shio)
- Jean Michel Sorrel (ジャン・ミッシェル・ソレル, Jan Missheru Soreru) - Serge Vasilov (セルジュ・ヴァシロフ, Seruju Vashirofu)
- Mika Natsume (夏目 実加, Natsume Mika) - Yuka Takeshima (竹島 由夏, Takeshima Yuka)
- Sadao Matsukura (松倉 貞雄, Matsukura Sadao) - Yudai Ishiyama (石山 雄大, Ishiyama Yūdai)
- Morimichi Sugita (杉田 守道, Morimichi Sugita) - Takashi Matsuyama (松山 鷹志, Matsuyama Takashi)
- Go Sakurai (桜井 剛, Sakurai Gō) - Nobuyuki Yoneyama (米山 信之, Yoneyama Nobuyuki)
- Nozomi Sasayama (笹山 望見, Sasayama Nozomi) - Eri Tanaka (田中 恵理, Tanaka Eri)
- Hitoshi Kashiwabara (柏原 仁, Kashiwabara Hitoshi) - Takashi Kikuchi (菊池 隆志, Kikuchi Takashi)
- Junichi Shiina (椎名 純一, Shiina Jun'ichi) - Makoto Hatayama (畠山 真, Hatayama Makoto)
- Tatsuhiko Ebisawa (海老沢 達彦, Ebisawa Tatsuhiko) - Fujio Mori (森 富士夫, Mori Fujio)
- Tsurumaru Kameyama (亀山 鶴丸, Kameyama Tsurumaru) - Katsuaki Nishide (西手 勝秋, Nishide Katsuaki)
- Shoji Kanzaki (神崎 昭二, Kanzaki Shōji) - Takashi Inoue (井上 高志, Inoue Takashi)
- Keiko Motoshiro (元城 恵子, Motoshiro Keiko) - Rie Okada (岡田 理江, Okada Rie)
- Atsuko Enokida (榎田 篤子, Enokida Atsuko) - Machiko Naka (中 真千子, Naka Machiko)
- Sayuru Enokida (榎田 冴, Enokida Sayuru) - Kentaro Niibo (新穂 健太郎, Niibo Kentarō)
- Hiroyuki Yashiro (社 広之, Yashiro Hiroyuki) - Yutaro Kamata (鎌田 雄太郎, Kamata Yūtarō)
- Shuto Terashima (寺島 周斗, Terashima Shūto) - Tomoaki Takagi (高木 智晃, Takagi Tomoaki)
- Ra･Baruba･De (Rose-Tattooed Woman) (ラ･バルバ･デ (バラのタトゥの女), Ra Baruba De (Bara no Tatu no On'na)) - Mie Nanamori (七森 美江, Nanamori Mie)
- Ra･Dorudo･Gu (ラ･ドルド･グ, Ra Dorudo Gu) - Tenmei Basara (婆裟羅 天明, Basara Tenmei)
- Zu･Zain･Da (ズ･ザイン･ダ, Zu Zain Da) - Akira Nogami (野上 彰, Nogami Akira)
- Zu･Gōma･Gu (ズ･ゴオマ･グ, Zu Gōma Gu) - Mitsuru Fujio (藤生 みつる, Fujiō Mitsuru)
- Zu･Bazū･Ba & Go･Badā･Ba (ズ･バヅー･バ & ゴ･バダー･バ, Zu Bazū Ba & Go Badā Ba) - Nobuyuki Ogawa (小川 信行, Ogawa Nobuyuki)
- Nu･Zajio･Re (ヌ･ザジオ･レ, Nu Zajio Re) - Tadashi Takatsuki (高月 忠, Takatsuki Tadashi)
- Me･Biran･Gi (メ･ビラン･ギ, Me Biran Gi) - Hironobu Ohashi (大橋 寛展, Ōhashi Hironobu)
- Me･Garume･Re (メ･ガルメ･レ, Me Garume Re) - Masaharu Mori (森 雅晴, Mori Masaharu)
- Me･Garima･Ba (メ･ガリマ･バ, Me Garima Ba) - Miho Iijima (飯島 美穂, Iijima Miho)
- Go･Būro･Gu (ゴ･ブウロ･グ, Go Būro Gu) - Koichi Takao (高尾 晃市, Takao Kōichi)
- Go･Bemiu･Gi (ゴ･ベミウ･ギ, Go Bemiu Gi) - Seiko Ito (伊藤 聖子, Itō Seiko)
- Go･Gamego･Re (ゴ･ガメゴ･レ, Go Gamego Re) - Kazuyoshi Sakai (酒井 一圭, Sakai Kazuyoshi)
- Go･Jaraji･Da (ゴ･ジャラジ･ダ, Go Jaraji Da) - Masayoshi Okawa (大川 征義, Ōkawa Masayoshi)
- Go･Zazaru･Ba (ゴ･ザザル･バ, Go Zazaru Ba) - Chiaki Asakura (朝倉 ちあき, Asakura Chiaki)
- Go･Jāza･Gi (ゴ･ジャーザ･ギ, Go Jāza Gi) - Sumire Arai (あらい すみれ, Arai Sumire)
- Go･Baberu･Da (ゴ･バベル･ダ, Go Baberu Da) - Kensho Sakurai (桜井 顕生, Sakurai Kenshō)
- Go･Gadoru･Ba (ゴ･ガドル･バ, Go Gadoru Ba) - Masato Gunji (軍司 眞人, Gunji Masato)
- N･Daguba･Zeba (ン･ダグバ･ゼバ, N Daguba Zeba) - Kenji Urai (浦井 健治, Urai Kenji)
- Narrator (ナレーター, Narētā) - Fumihiko Tachiki (立木 文彦, Tachiki Fumihiko)

## Trivia
- In aflevering 40 maakt Godai de opmerking dat hij een student was van "professor Hongo Takeshi". Dit is een verwijzing naar de held uit de oorspronkelijke Kamen Rider-serie.